# Эвротас (дим)
Эвро́тас (греч. Δήμος Ευρώτα) — община (дим) в Греции, в юго-восточной части полуострова Пелопоннеса на побережье залива Лаконикоса. Входит в периферийную единицу Лаконию в периферии Пелопоннес. Население 17 891 житель по переписи 2011 года. Площадь 865,734 квадратного километра. Плотность 20,67 человека на квадратный километр. Административный центр — Скала. Димархом на местных выборах 2014 года избран Иоанис Грипьотис (Ιωάννης Γρυπιώτης).
Создана в 2011 году по программе «Калликратис» при слиянии упразднённых общин Геранфр, Крокеэ, Ньята, Скала и Элос. Название получила по реке Эвротас.

## Административное деление

Административное деление общины:
1 — Скала
2 — по часовой стрелке сверху: Геранфр, Ньята, Элос, Крокеэ

Община (дим) Эвротас делится на 5 общинных единиц.